# 巴利拉号潜艇 (1915年)
巴利拉号潜艇（義大利語：Balilla）是由意大利穆吉亚诺的菲亚特-圣乔治船厂自1913年8月18日起建造的一艘军用潜艇。它原本是由德意志帝国海军以U-42号之名订购，但在意大利于1915年8月8日对奥匈帝国宣战后便被意大利皇家海军没收。至1916年7月14日，该艇最终在利萨岛附近遭奥匈帝国海军鱼雷艇T65号和T66号击沉。

## 特点
1913年，德意志帝国海军向穆吉亚诺的菲亚特-圣乔治船厂订购一艘“劳伦蒂”（Laurenti）型潜艇，并定名为U-42号，以研究意大利的大型远洋潜艇技术（当时的德国U艇实际上只能作短或中短距离航行）。然而，在它完工之前，意大利便于1915年6月作为协约国一方参加了第一次世界大战，U-42号遂被意大利皇家海军没收及征用，并重命名为巴利拉号。值得注意的是，它并未被归类为潜艇，而是“潜航鱼雷艇”（Torpediniera Sommergibile）。
巴利拉号的大尺寸使其得以在远洋深海中发挥优势，但在近岸海床中则会处于不利地位。因此，该艇不是最适合在亚得里亚海执行作战任务的艇型之一，尽管后来它仍不得已参与作战。

## 服役历史
巴利拉号的下水和入役是极为罕见的均设在同一天，为1915年8月8日。然而，这只是正式交付使用日期，验收和海试实际上一直持续至1916年2月。同月，巴利拉号被编入驻布林迪西的第四潜艇分舰队，受海军中尉保罗·托洛塞托·法里纳蒂指挥。
巴利拉号既可以在敌方海军基地附近发动攻击，也可用作防守目的，以抵御奥匈帝国海军对意大利海岸的潜在袭击。然而，它的服役生涯很短，且结局很悲惨。 1916年7月13日，该艇驶离布林迪西执行第二次任务，将在利萨岛外围巡逻，并计划于7月17日返航——但它再也没有返航。
7月20日传来了有关其下落的零碎消息，当时从截获的两份奥匈帝国无线电通讯电码本中得知，该国海军部队于7月15日在亚得里亚海中部击沉了一艘意大利潜艇，无人生还。但当局并不排除碰撞和触雷的可能性。8月底，一艘沉没的敌方潜艇的幸存者证实了海军舰艇沉没的消息，他们报告说，一艘意大利潜艇于7月16日在与两艘鱼雷艇相撞后，在普兰卡角（达尔马提亚）附近沉没。
更多的消息来自奥匈帝国海军的档案：7月14日早上，奥匈帝国士兵在利萨岛的信号站上发现了巴利拉号，位于该岛以北约10海里（19）处，T65号和T66号两艘鱼雷艇遂出航搜寻。巴利拉号在水面上充电时被找到，但它及时下潜，并于夜间10:45向T65号发射了两枚鱼雷；后者通过倒车方式规避了这两次袭击，但这种规避方式却引爆了其所拖曳的水雷，爆炸击中了鱼雷艇的左舷，造成严重破坏。巴利拉号不知道T66号的存在，遂浮出水面向T65号发射了第三枚鱼雷。然而T65号依然完成了规避并向意大利潜艇开火，后者因方向舵失效而被命中。不久之后，此前一直以夜幕作掩护的T66号也开始炮击巴利拉号。水面上的猛烈交火一直持续至11:20，期间意大利潜艇曾两度试图下潜，但由于损坏报告而未能奏效——潜艇始终无法动弹。最终，T66号向巴利拉号发射了两枚鱼雷，击中后者的炮塔，潜艇随即断成两截并连同全体船员一起沉入海底。
随着巴利拉号的沉没，艇长保罗·托洛塞托·法里纳蒂获意大利政府追授金质勇气勋章、其余各船员也悉数获追授银质、铜质或青铜质勇气勋章。

## 脚注
1. 1 2 3  . grupsom.com.   [2021-07-21]. （原始内容存档于2016-03-04）.
2. 1 2  Giorgerini，第46頁.
3. ↑  . Ministero della Difesa.   [2020-03-28]. （原始内容存档于2021-10-19）.
4. 1 2 3 4  Favre，第168-169頁.
5. 1 2  Giorgerini，第55頁.
6. ↑  . Presidenza della Repubblica.   [2021-07-21]. （原始内容存档于2018-03-30）.